# Taksany
Taksany – grupa cytostatyków stabilizujących mikrotubule, stosowanych w monoterapii lub skojarzeniu z innymi lekami przeciwnowotworowymi w leczeniu licznych typów nowotworów złośliwych.

## Mechanizm działania

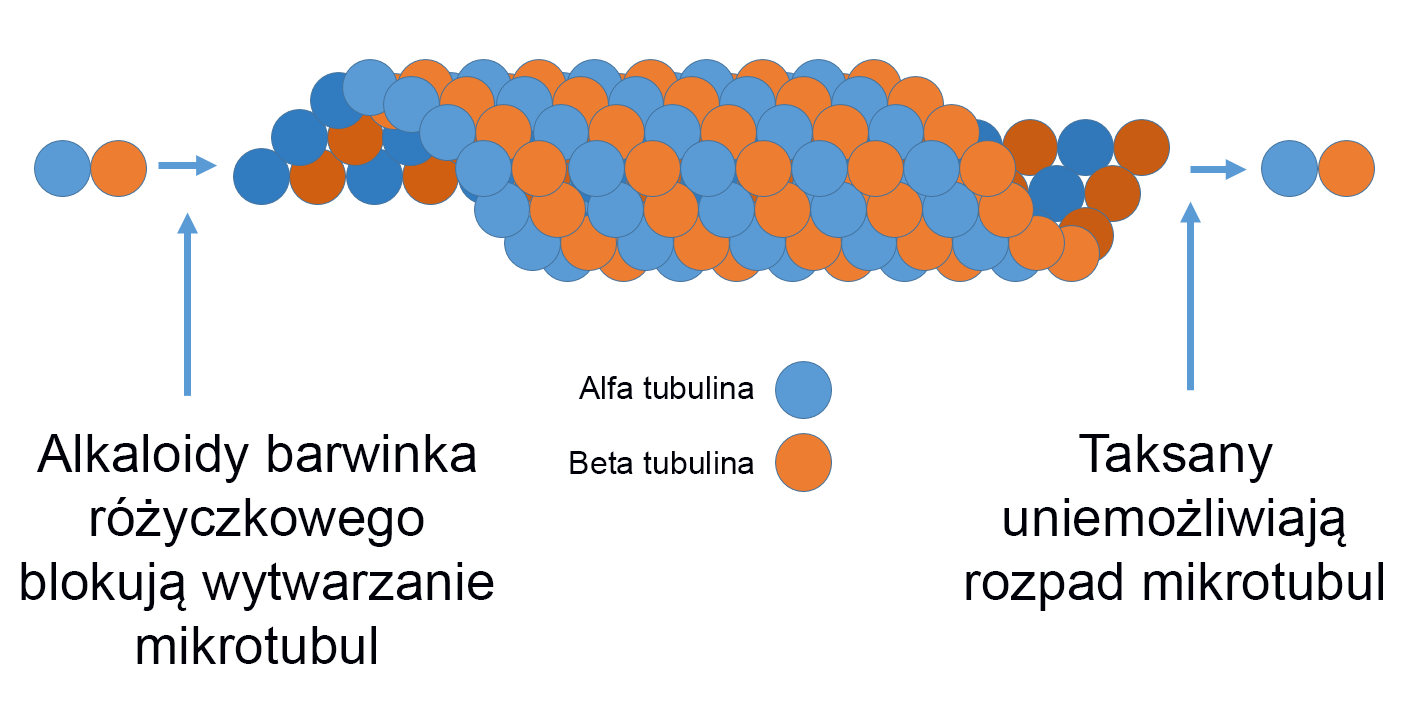
Taksany stabilizują mikrotubule i uniemożliwiają ich rozkład

Taksany wiążą się z podjednostką β-tubuliny na obu końcach mikrotubul, co hamuje ich dynamiczną depolimeryzację i stabilizuje je. Ponadto związanie taksanów z mikrotubulą sprzyja jej polimeryzacji oraz powoduje zmiany konformacyjne, które w nieznanym mechanizmie sprzyjają wiązaniu z sąsiednimi mikrotubulami. Dochodzi do reorganizacji sieci mikrotubul. Nadmierna stabilizacji mikrotubul utrudnia przebieg wielu procesów komórkowych w interfazie i mitozie, w tym zaburzenia przebiegu rozdziału wrzeciona podziałowego. Ostatecznie prowadzi to do zablokowania podziału komórki w trakcie przejścia z fazy G2 do M, co indukuje śmierć tej komórki.

## Leki
Do taksanów zalicza się:
- paklitaksel oraz nab-paklitaksel,
- docetaksel,
- kabazytaksel.

## Zastosowanie

### Paklitaksel
Paklitaksel znajduje zastosowanie w leczeniu raka piersi, raka jajnika, niedrobnokomórkowego raka płuca, raka przełyku, raka żołądka, raka szyjki macicy, nowotworów głowy i szyi, raka pęcherza moczowego, mięsaka Kaposiego oraz czerniaka.

### Docetaksel
Docetaksel jest wykorzystywany w leczeniu raka piersi, niedrobnokomórkowego raka płuca, raka gruczołu krokowego, raka jajnika, raka żołądka i nowotworów głowy i szyi.

### Kabazytaksel
Kabazytaksel podaje się w leczeniu nawrotu raka gruczołu krokowego opornego na kastrację.

## Historia
Odkrycie leku jest efektem szerokich badań przesiewowych kilkudziesięciu tysięcy ekstraktów roślinnych poszukujących działania cytotoksycznego, które zapoczątkowano na przełomie lat 50' i 60'. W 1964 stwierdzono, że ekstrakt z kory cisu krótkolistnego (Taxus brevifolia) wykazuje aktywność cytostatyczną. W 1966 roku wyizolowano aktywną substancję, którą następnie nazwano taxol (obecnie lek pod nazwą niezastrzeżoną paklitaksel). Wyniki badań opublikowano w 1971 roku. Docetaksel został zsyntetyzowany z niecytotoksycznego prekursora uzyskanego z cisu pospolitego (Taxus baccata) w 1986 roku, a do praktyki klinicznej lek wszedł w 1994 roku.